# Danh sách 72 nhân vật được ghi tên trên tháp Eiffel
Trên tháp Eiffel, Gustave Eiffel đã cho ghi tên 72 nhà khoa học, kỹ sư và nhà công nghiệp, những người làm rạng danh nước Pháp từ năm 1789 đến 1889. Các chữ cái được in nổi, cao 60 cm, ở bốn mặt ngoài tầng 2 của tháp. Sau một thời gian bị sơn phủ khoảng đầu thế kỷ 20, đến năm 1986 và 1987, Công ty khai thác tháp Eiffel đã khôi phục lại các dòng chữ này.
Hầu hết các nhân vật được ghi danh là thành viên của Viện hàn lâm khoa học Pháp. Tất cả 72 người đều có sự liên hệ chặt chẽ với nước Pháp và hầu hết là người Pháp. Một vài trong số đó sinh ở nước ngoài. Ngoài ra còn có thể thấy một số lượng lớn nhân vật từ Trường Bách khoa Paris — chủ yếu là sinh viên và một vài giáo viên — chiếm khoảng gần nửa danh sách.

## Danh sách

### Phía Trocadéro
| Số | Chân dung      | Tên ghi trên tháp | Tên đầy đủ                            | Sinh – mất  | Nghề nghiệp             |
| -- | -------------- | ----------------- | ------------------------------------- | ----------- | ----------------------- |
| 1  |                | SEGUIN            | Marc Séguin                           | 1786 – 1875 | Nhà cơ khí              |
| 2  |                | LALANDE           | Joseph Jérôme Lefrançois de Lalande   | 1732 – 1807 | Nhà thiên văn           |
| 3  |                | TRESCA            | Henri Tresca                          | 1814 – 1885 | Kỹ sư cơ khí            |
| 4  |                | PONCELET          | Jean-Victor Poncelet                  | 1788 – 1867 | Nhà hình học            |
| 5  |                | BRESSE            | Jacques Antoine Charles Bresse        | 1822 – 1883 | Kỹ sư xây dựng          |
| 6  |                | LAGRANGE          | Joseph-Louis Lagrange                 | 1736 – 1813 | Nhà toán học            |
| 7  |                | BELANGER          | Jean-Baptiste-Charles-Joseph Bélanger | 1790 – 1874 | Nhà toán học            |
| 8  |                | CUVIER            | Georges Cuvier                        | 1769 – 1832 | Nhà tự nhiên học        |
| 9  |                | LAPLACE           | Pierre-Simon Laplace                  | 1749 – 1827 | Nhà thiên văn, toán học |
| 10 |                | DULONG            | Pierre Louis Dulong                   | 1785 – 1838 | Nhà vật lý, hóa học     |
| 11 |                | CHASLES           | Michel Chasles                        | 1793 – 1880 | Nhà toán học            |
| 12 |                | LAVOISIER         | Antoine Laurent de Lavoisier          | 1743 – 1794 | Nhà hóa học             |
| 13 |                | AMPERE            | André-Marie Ampère                    | 1775 – 1836 | Nhà toán học, vật lý    |
| 14 |                | CHEVREUL          | Michel Eugène Chevreul                | 1786 – 1889 | Nhà hóa học             |
| 15 | Eugène Flachat | FLACHAT           | Eugène Flachat                        | 1802 – 1873 | Kỹ sư                   |
| 16 |                | NAVIER            | Claude Louis Marie Henri Navier       | 1785 – 1836 | Nhà toán học            |
| 17 |                | LEGENDRE          | Adrien-Marie Legendre                 | 1752 – 1833 | Nhà hình học            |
| 18 |                | CHAPTAL           | Jean-Antoine Chaptal                  | 1756 – 1832 | Nhà nông học, hóa học   |

### Phía Grenelle
| Số | Chân dung | Tên ghi trên tháp | Tên đầy đủ                     | Sinh – mất  | Nghề nghiệp                       |
| -- | --------- | ----------------- | ------------------------------ | ----------- | --------------------------------- |
| 19 |           | JAMIN             | Jules Célestin Jamin           | 1818 – 1886 | Nhà vật lý                        |
| 20 |           | GAY-LUSSAC        | Joseph Louis Gay-Lussac        | 1778 – 1850 | Nhà hóa học                       |
| 21 |           | FIZEAU            | Hippolyte Fizeau               | 1819 – 1896 | Nhà vật lý                        |
| 22 |           | SCHNEIDER         | Eugène I Schneider             | 1805 – 1875 | Nhà công nghiệp                   |
| 23 |           | LE CHATELIER      | Louis Le Chatelier             | 1815 – 1873 | Nhà hóa học                       |
| 24 |           | BERTHIER          | Pierre Berthier                | 1782 – 1861 | Nhà khoáng vật học                |
| 25 |           | BARRAL            | Jean-Augustin Barral           | 1819 – 1884 | Nhà nông học, hóa học và vật lý   |
| 26 |           | DE DION           | Henri de Dion                  | 1828 – 1878 | Kỹ sư                             |
| 27 |           | GOUIN             | Ernest Gouin                   | 1815 – 1885 | Kỹ sư, nhà công nghiệp            |
| 28 |           | JOUSSELIN         | Louis Didier Jousselin         | 1776 – 1858 | Kỹ sư                             |
| 29 |           | BROCA             | Paul Pierre Broca              | 1824 – 1880 | Bác sĩ, nhà nhân loại học         |
| 30 |           | BECQUEREL         | Antoine César Becquerel        | 1788 – 1878 | Nhà vật lý                        |
| 31 |           | CORIOLIS          | Gaspard-Gustave Coriolis       | 1792 – 1843 | Nhà toán học, kỹ sư, nhà khoa học |
| 32 |           | CAIL              | Jean-François Cail             | 1804 – 1871 | Nhà công nghiệp, doanh nhân       |
| 33 |           | TRIGER            | Jacques Triger                 | 1801 – 1867 | Kỹ sư địa chất                    |
| 34 |           | GIFFARD           | Henri Giffard                  | 1825 – 1882 | Nhà phát minh                     |
| 35 |           | PERRIER           | François Perrier               | 1833 – 1888 | Nhà địa lý học, toán học          |
| 36 |           | STURM             | Jacques Charles François Sturm | 1803 – 1855 | Nhà toán học                      |

### Phía École Militaire
| Số | Chân dung | Tên ghi trên tháp | Tên đầy đủ                    | Sinh – mất  | Nghề nghiệp           |
| -- | --------- | ----------------- | ----------------------------- | ----------- | --------------------- |
| 37 |           | CAUCHY            | Augustin-Louis Cauchy         | 1789 – 1857 | Nhà toán học          |
| 38 |           | BELGRAND          | Eugène Belgrand               | 1810 – 1878 | Kỹ sư                 |
| 39 |           | REGNAULT          | Henri Victor Regnault         | 1810 – 1878 | Nhà hóa học, vật lý   |
| 40 |           | FRESNEL           | Augustin Jean Fresnel         | 1788 – 1827 | Nhà vật lý            |
| 41 |           | DE PRONY          | Gaspard de Prony              | 1755 – 1839 | Kỹ sư                 |
| 42 |           | VICAT             | Louis Vicat                   | 1786 – 1861 | Kỹ sư                 |
| 43 |           | EBELMEN           | Jacques-Joseph Ebelmen        | 1814 – 1852 | Nhà hóa học           |
| 44 |           | COULOMB           | Charles-Augustin de Coulomb   | 1736 – 1806 | Nhà vật lý            |
| 45 |           | POINSOT           | Louis Poinsot                 | 1777 – 1859 | Nhà toán học          |
| 46 |           | FOUCAULT          | Jean Bernard Léon Foucault    | 1819 – 1868 | Nhà vật lý            |
| 47 |           | DELAUNAY          | Charles-Eugène Delaunay       | 1816 – 1872 | Nhà thiên văn         |
| 48 |           | MORIN             | Arthur Morin                  | 1795 – 1880 | Nhà toán học, vật lý  |
| 49 |           | HAUY              | René Just Haüy                | 1743 – 1822 | Nhà khoáng vật học    |
| 50 |           | COMBES            | Charles Combes                | 1801 – 1872 | Kỹ sư luyện kim       |
| 51 |           | THENARD           | Louis Jacques Thénard         | 1777 – 1857 | Nhà hóa học           |
| 52 |           | ARAGO             | Dominique François Jean Arago | 1786 – 1853 | Nhà thiên văn, vật lý |
| 53 |           | POISSON           | Siméon Denis Poisson          | 1781 – 1840 | Nhà toán học          |
| 54 |           | MONGE             | Gaspard Monge                 | 1746 – 1818 | Nhà toán học          |

### Phía Paris
| Số | Chân dung              | Tên ghi trên tháp | Tên đầy đủ                            | Sinh – mất  | Nghề nghiệp                                     |
| -- | ---------------------- | ----------------- | ------------------------------------- | ----------- | ----------------------------------------------- |
| 55 | Jules Alexandre Petiet | PETIET            | Jules Alexandre Petiet                | 1813 – 1871 | Kỹ sư                                           |
| 56 |                        | DAGUERRE          | Louis Jacques Mandé Daguerre          | 1787 – 1851 | Họa sĩ, nhà vật lý                              |
| 57 |                        | WURTZ             | Charles Adolphe Würtz                 | 1817 – 1884 | Nhà hóa học                                     |
| 58 |                        | LE VERRIER        | Urbain Jean Joseph Le Verrier         | 1811 – 1877 | Nhà thiên văn                                   |
| 59 |                        | PERDONNET         | Jean Albert Vincent Auguste Perdonnet | 1801 – 1867 | Kỹ sư                                           |
| 60 |                        | DELAMBRE          | Jean-Baptiste Joseph Delambre         | 1749 – 1822 | Nhà thiên văn                                   |
| 61 |                        | MALUS             | Étienne Louis Malus                   | 1775 – 1812 | Kỹ sư, nhà vật lý và toán học                   |
| 62 |                        | BREGUET           | Louis Breguet                         | 1804 – 1883 | Nhà vật lý Pháp                                 |
| 63 |                        | POLONCEAU         | Camille Polonceau                     | 1813 – 1859 | Kỹ sư                                           |
| 64 |                        | DUMAS             | Jean Baptiste André Dumas             | 1800 – 1884 | Nhà hóa học, chính trị gia, viện sĩ             |
| 65 |                        | CLAPEYRON         | Benoît Paul Émile Clapeyron           | 1799 – 1864 | Kỹ sư, nhà vật lý                               |
| 66 |                        | BORDA             | Jean-Charles de Borda                 | 1733 – 1799 | Nhà toán học, vật lý, chính trị học và hàng hải |
| 67 |                        | FOURIER           | Jean Baptiste Joseph Fourier          | 1768 – 1830 | Nhà toán học, vật lý                            |
| 68 |                        | BICHAT            | Marie François Xavier Bichat          | 1771 – 1802 | Nhà giải phẫu và sinh lý học                    |
| 69 |                        | SAUVAGE           | François Clément Sauvage              | 1814 – 1872 | Kỹ sư mỏ                                        |
| 70 |                        | PELOUZE           | Théophile-Jules Pelouze               | 1807 – 1867 | Nhà hóa học                                     |
| 71 |                        | CARNOT            | Lazare Nicolas Marguerite Carnot      | 1753 – 1823 | Nhà toán học                                    |
| 72 |                        | LAME              | Gabriel Lamé                          | 1795 – 1870 | Nhà hình học                                    |

## Chỉ trích

### Phụ nữ
Danh sách hoàn toàn thiếu vắng nữ giới, khiến nó bị chỉ trích nặng nề vì không có nhà toán học nữ Sophie Germain, khi những lý thuyết của bà về sự giãn nở đã ảnh hưởng chính tới việc xây dựng tháp. Nhà viết tiểu sử người Đức Mozans đưa ra nghi vấn Sophie Germain không có tên trong danh sách chỉ vì bà là một phụ nữ.

### Kỹ sư thủy lợi và học giả
Mười bốn kỹ sư thủy lợi và học giả đã được liệt kê trong danh sách, tuy nhiên lại không có sự góp mặt của Henry Philibert Gaspard Darcy—người có những đóng góp chưa đến được với toàn cầu cho đến thế kỉ 20. Những trường hợp thiếu sót khác là Antoine de Chézy—một nhà khoa học kém nổi tiếng hơn, Joseph Valentin Boussinesq—người đi tiên phong trong lĩnh vực nghiên cứu của mình; và nhà toán học Évariste Galois.